# 페로 제도

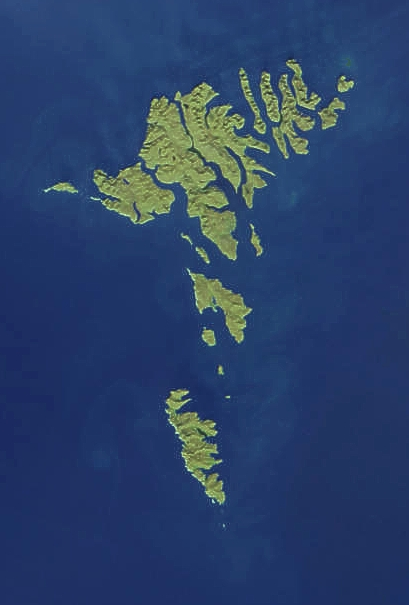
나사가 찍은 페로 제도

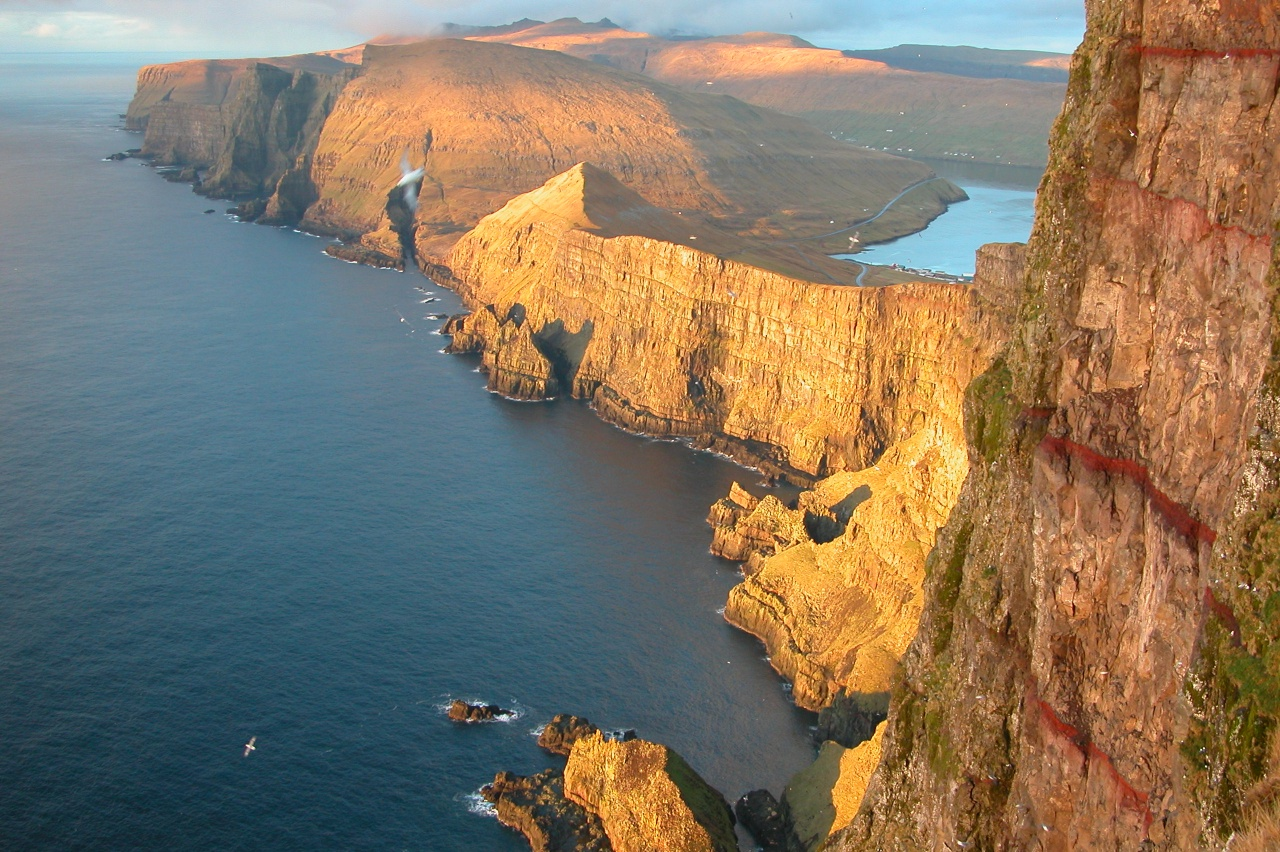
제도의 가장 남쪽 섬의 절벽.

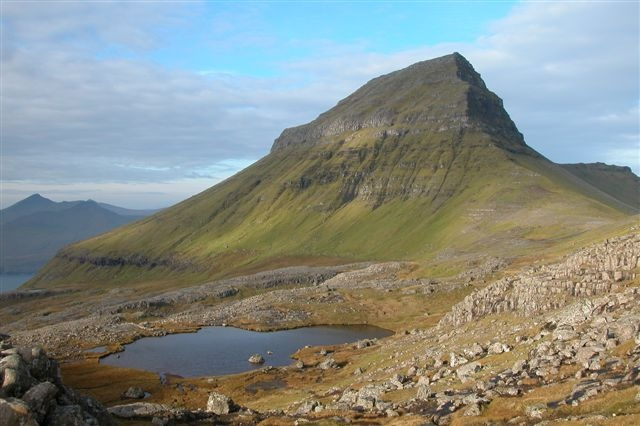
스트레이모이섬의 산

페로 제도(페로어: Føroyar, 덴마크어: Færøerne, 영어: Faroe Islands, 문화어: 훼로제도)는 덴마크 왕국의 구성국이다.
영국과 아이슬란드, 노르웨이 사이에 있는 대서양의 여러 섬으로 이루어진 제도로, 1948년에 덴마크의 자치령이 되었다. 2005년부터는 외교권에 대한 자치권도 가지게 되었다. 페로인이 91.7%로 가장 많으며 덴마크인 5.8%, 아이슬란드인 0.4%, 노르웨이인과 폴란드인이 각각 0.2%로 그 뒤를 따르고 있다.
수도는 토르스하운(페로어: Tórshavn)이다. 토르스하운은 페로 제도의 제일 큰 섬인 스트레이모이섬(페로어: Streymoy, 덴마크어: Strømø)에 있다. 2020년 9월 기준으로 인구 수는 총 52,703명으로, 총 면적은 1,400 제곱킬로미터이다.

## 특징
페로 제도의 여러 섬 사이에는 해저 터널이 연결되어 있는데, 섬의 80% 정도가 연결되어 있다. 스트레이모이섬은 2002년 12월 10일에 스트레이모이섬 서쪽의 공항이 있는 보가르섬(페로어: Vágar 보아르 [ˈvoːar] / 페로어: Vágoy 보이 [ˈvoːɔɪ], 덴마크어: Vågø)과 터널로 연결되었다. 지금도 새 터널이 계속 계획되고 있는데, 가장 야심찬 계획은 스트레이모이섬을 남쪽의 산도이섬(Sandoy)과 연결하는 것이다. 이 'Sandoyartunnilin'은 12km로 지으면 세계에서 제일 긴 해저 자동차 터널이 되겠지만, 실제 건설 여부는 아직 정해지지 않았고 이제 그 준비를 위한 예산만 마련된 상황이다.
덴마크 왕국의 덴마크 본토와는 달리 페로 제도는 유럽 연합 회원국이 아니어서 페로 제도에 사는 덴마크 왕국의 국민은 유럽 연합 회원국의 국민이 아니다. 페로 제도에 사는 주민의 91.7%는 페로 제도 태생이며 5.8%는 덴마크 본토 태생이다.

## 페로 제도의 섬들
페로 제도는 18개의 섬으로 구성되어 있다.

## 역사

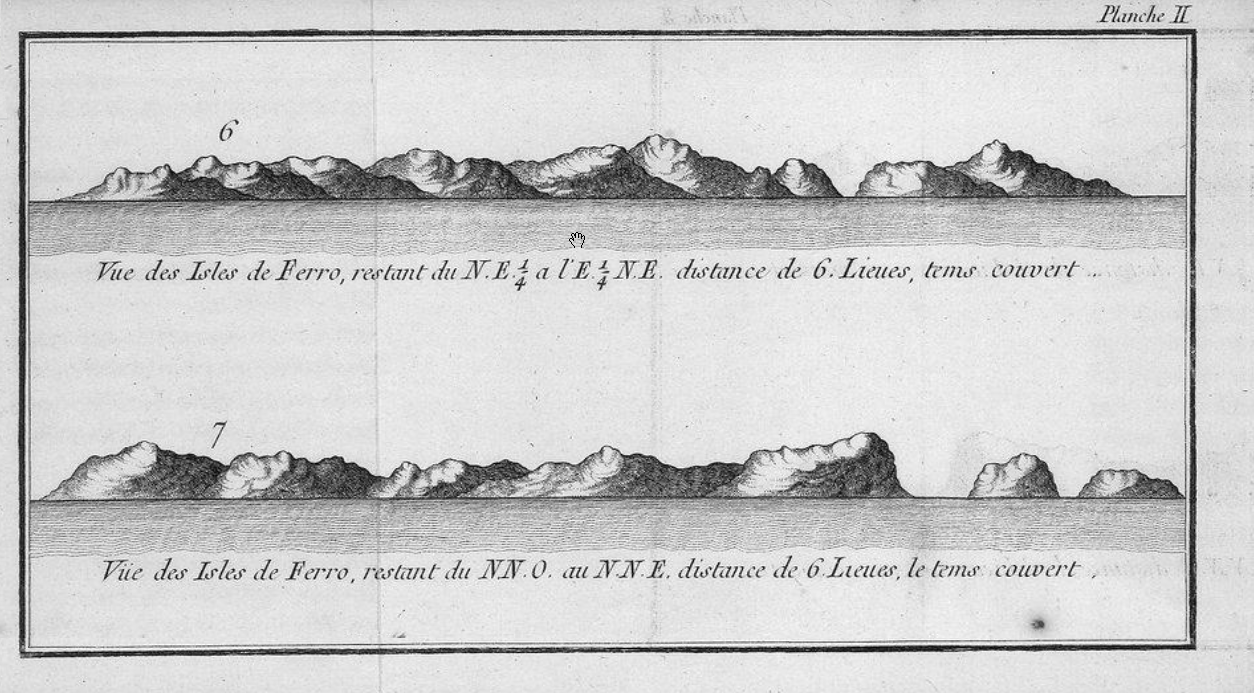

페로 제도의 역사는 아이슬란드의 역사와 비슷한 점이 많다.
- 7세기 초에 페로 제도에 사람이 살기 시작했다.
- 825년경부터 바이킹이 페로 제도에 살았다.
- 1000년에 페로 제도가 기독교를 받아들였다.
- 1035년에 노르웨이 세습왕국의 관할에 속하게 되었다.
- 14세기에 흑사병과 날씨 때문에 상황이 나빠졌다. 인구는 30% 이상 줄어들었다.
- 1500년경부터 1677년까지 페로 제도가 해적에게 공격을 여러 번 당하였다.
- 16세기에 덴마크의 여러 왕이 페로 제도를 영국에 매각하려 했으나 거절당했다.
- 제2차 세계 대전 당시 나치 독일의 군대가 덴마크를 점령한 다음에 영국의 군대가 페로 제도를 점령했다. 페로 제도마저 나치 독일에 점령당할까봐 종전 후까지 영국이 점령했는데 내정 간섭과 학살은 단 한 번도 하지 않았다. 이때 영국군이 보가르섬의 쇠르보그스바튼 호수 옆에 군용기 이착륙장을 지었으며 현재는 페로 제도의 유일한 공항인 보가르 공항이 되었다. 당시 인구는 3만 명, 군인은 8,000명까지 있었다.

- 1948년 4월 1일 덴마크 왕국의 자치령으로 외교를 제외한 다른 분야의 자치권을 가졌다.
- 1972년에 덴마크와 달리 유럽 연합에 가입하지 않았다.
- 2004년 2월 4일에 현직 아이디스거드 로그마뒤르(페로 제도 사회 민주당)이 공직을 가졌다.
- 2005년부터 페로 제도는 입법권에 대해서도 자치권을 행사할 수 있게 되었다.
- 2005년 3월 29일에 팡진슬러드 자치 계약을 체결하였다.
- 2005년 6월 29일에 이버토크로드 계약으로 덴마크의 본토와 동급의 힘을 가지게 되었다.
- 2005년 7월 말에 아이디스거드 로그마뒤르가 유럽 자유 무역 연합(EFTA)에 다시 가입할 계획을 공포했다.
- 2005년 8월 31일에 페로·아이슬란드 경제지역이 정해졌다. (2005년 9월 2일에 실행)
- 2006년에 사뇌섬(페로어로: Sandoy [ˈsand(ɔ)i], 덴마크어: Sandø)에서 스코틀랜드와 페로 제도 회사 간의 시웨이브란 합작 회사가 파력 발전소를 건설하려고 한다. 이를 위해서 낭떠러지에 터빈이 들어 있는 터널을 짓는다.

## 인구
다음은 페로 제도의 인구수의 변화다.
| 연도 | 인구   | ±%      |
| ---- | ------ | ------- |
| 1327 | 4,000  | —       |
| 1350 | 2,000  | −50.0%  |
| 1769 | 4,773  | +138.6% |
| 1801 | 5,225  | +9.5%   |
| 1834 | 6,928  | +32.6%  |
| 1850 | 8,137  | +17.5%  |
| 1880 | 11,220 | +37.9%  |
| 1900 | 15,230 | +35.7%  |
| 1925 | 22,835 | +49.9%  |
| 1950 | 31,781 | +39.2%  |
| 1975 | 40,441 | +27.2%  |
| 1985 | 45,749 | +13.1%  |
| 1995 | 43,358 | −5.2%   |
| 2000 | 46,196 | +6.5%   |
| 2006 | 48,219 | +4.4%   |
| 2011 | 48,346 | +0.3%   |
| 2018 | 51,095 | +5.7%   |

## 지리
페로 제도에서 유일한 무인도는 리틀라디문섬이며 슬레타라틴두르산이 882 m로 가장 높다. 가장 큰 호수는 보가르섬에 있는 쇠르보그스바튼 호수이며 가장 높은 폭포는 스트레이모이섬에 위치한 140 m 높이의 포사폭포이다.

### 기후
| Tórshavn (1981–2010, extremes 1961–2010)의 기후                                                                | Tórshavn (1981–2010, extremes 1961–2010)의 기후 | Tórshavn (1981–2010, extremes 1961–2010)의 기후 | Tórshavn (1981–2010, extremes 1961–2010)의 기후 | Tórshavn (1981–2010, extremes 1961–2010)의 기후 | Tórshavn (1981–2010, extremes 1961–2010)의 기후 | Tórshavn (1981–2010, extremes 1961–2010)의 기후 | Tórshavn (1981–2010, extremes 1961–2010)의 기후 | Tórshavn (1981–2010, extremes 1961–2010)의 기후 | Tórshavn (1981–2010, extremes 1961–2010)의 기후 | Tórshavn (1981–2010, extremes 1961–2010)의 기후 | Tórshavn (1981–2010, extremes 1961–2010)의 기후 | Tórshavn (1981–2010, extremes 1961–2010)의 기후 | Tórshavn (1981–2010, extremes 1961–2010)의 기후 |
| 월 | 1월                                             | 2월                                             | 3월                                             | 4월                                             | 5월                                             | 6월                                             | 7월                                             | 8월                                             | 9월                                             | 10월                                            | 11월                                            | 12월                                            | 연간                                            |
| --- | ----------------------------------------------- | ----------------------------------------------- | ----------------------------------------------- | ----------------------------------------------- | ----------------------------------------------- | ----------------------------------------------- | ----------------------------------------------- | ----------------------------------------------- | ----------------------------------------------- | ----------------------------------------------- | ----------------------------------------------- | ----------------------------------------------- | ----------------------------------------------- |
| 역대 최고 기온 °C (°F)                                                                                         | 11.6 (52.9)                                     | 12.0 (53.6)                                     | 12.3 (54.1)                                     | 18.3 (64.9)                                     | 19.7 (67.5)                                     | 20.0 (68.0)                                     | 20.2 (68.4)                                     | 22.0 (71.6)                                     | 19.5 (67.1)                                     | 15.2 (59.4)                                     | 14.7 (58.5)                                     | 13.2 (55.8)                                     | 22.0 (71.6)                                     |
| 일평균 최고 기온 °C (°F)                                                                                       | 5.8 (42.4)                                      | 5.6 (42.1)                                      | 6.0 (42.8)                                      | 7.3 (45.1)                                      | 9.2 (48.6)                                      | 11.1 (52.0)                                     | 12.8 (55.0)                                     | 13.1 (55.6)                                     | 11.5 (52.7)                                     | 9.3 (48.7)                                      | 7.2 (45.0)                                      | 6.2 (43.2)                                      | 8.8 (47.8)                                      |
| 일일 평균 기온 °C (°F)                                                                                         | 4.0 (39.2)                                      | 3.6 (38.5)                                      | 4.0 (39.2)                                      | 5.2 (41.4)                                      | 7.0 (44.6)                                      | 9.0 (48.2)                                      | 10.7 (51.3)                                     | 11.0 (51.8)                                     | 9.6 (49.3)                                      | 7.5 (45.5)                                      | 5.5 (41.9)                                      | 4.3 (39.7)                                      | 6.8 (44.2)                                      |
| 일평균 최저 기온 °C (°F)                                                                                       | 1.7 (35.1)                                      | 1.3 (34.3)                                      | 1.7 (35.1)                                      | 3.0 (37.4)                                      | 5.1 (41.2)                                      | 7.1 (44.8)                                      | 9.0 (48.2)                                      | 9.2 (48.6)                                      | 7.6 (45.7)                                      | 5.4 (41.7)                                      | 3.4 (38.1)                                      | 2.1 (35.8)                                      | 4.7 (40.5)                                      |
| 역대 최저 기온 °C (°F)                                                                                         | −8.8 (16.2)                                     | −11.0 (12.2)                                    | −9.2 (15.4)                                     | −9.9 (14.2)                                     | −3.0 (26.6)                                     | 0.0 (32.0)                                      | 1.5 (34.7)                                      | 1.5 (34.7)                                      | −0.6 (30.9)                                     | −4.5 (23.9)                                     | −7.2 (19.0)                                     | −10.5 (13.1)                                    | −11.0 (12.2)                                    |
| 평균 강수량 mm (인치)                                                                                          | 157.7 (6.21)                                    | 115.2 (4.54)                                    | 131.6 (5.18)                                    | 89.5 (3.52)                                     | 63.3 (2.49)                                     | 57.5 (2.26)                                     | 74.3 (2.93)                                     | 96.0 (3.78)                                     | 119.5 (4.70)                                    | 147.4 (5.80)                                    | 139.3 (5.48)                                    | 135.3 (5.33)                                    | 1,321.3 (52.02)                                 |
| 평균 강수일수 (≥ 0.1 mm)                                                                                       | 26                                              | 23                                              | 26                                              | 22                                              | 19                                              | 18                                              | 19                                              | 20                                              | 23                                              | 26                                              | 26                                              | 27                                              | 273                                             |
| 평균 강설일수                                                                                                  | 8.3                                             | 6.6                                             | 8.0                                             | 4.4                                             | 1.5                                             | 0.0                                             | 0.0                                             | 0.0                                             | 0.1                                             | 1.4                                             | 5.5                                             | 8.2                                             | 44.0                                            |
| 평균 상대 습도 (%)                                                                                             | 89                                              | 88                                              | 88                                              | 87                                              | 87                                              | 88                                              | 89                                              | 90                                              | 89                                              | 89                                              | 88                                              | 89                                              | 88                                              |
| 평균 월간 일조시간                                                                                             | 14.5                                            | 36.7                                            | 72.8                                            | 108.6                                           | 137.8                                           | 128.6                                           | 103.6                                           | 100.9                                           | 82.7                                            | 53.4                                            | 21.1                                            | 7.8                                             | 868.2                                           |
| 출처: Danish Meteorological Institute (humidity 1961–1990, precipitation days 1961–1990, snowy days 1961–1990) |                                                 |                                                 |                                                 |                                                 |                                                 |                                                 |                                                 |                                                 |                                                 |                                                 |                                                 |                                                 |                                                 |

## 경제
페로 제도에서는 어업에 많이 의존해왔다. 1990년대들어 어업이 쇠퇴하여 1990년대 중반까지 실업률이 10~15%까지 올랐다. 이 수치는 1998년에 6%까지 떨어졌고 2008년에는 1.1%까지 내려갔다가 2009년에는 3.4%로 소폭 올랐다. 한편, GDP는 2009년 현재 23억 달러이며 2008년 기준으로 수출액은 8억4800만 달러, 수입액은 9억8300만 달러이다.

## 교통

### 도로
총 458km의 고속도로(비포장도로 8km를 포함)가 있다.

### 공항
페로 제도의 유일한 공항인 보가르섬의 보가르 공항을 통해 코펜하겐, 올보르, 빌런드, 애버딘, 레이캬비크 등으로 갈 수 있다.

### 우편
페로 제도에는 포스타라는 우편 회사가 있으며 총 17개의 지점이 있다.

## 언어
페로 제도에서 사는 사람은 대부분 모국어가 페로어이다.

### 덴마크어
덴마크어는 페로 제도의 두 번째 공용어로서 3학년부터 배우는데, 모국어로 생각하는 사람이 적어서 요즈음의 많은 주민은 덴마크어를 외국어로 생각한다.
주민 가운데 모국어 사용의 분포는 알기가 어렵다.

### 괴투다뉵스트어
괴투다뉵스트어(페로어: Gøtudanskt 괴투다뉵스트 [ˈgøːtʊˌdaɲ̊kst] = '길의 덴마크어')는 페로 제도에서만 사용되는 덴마크어의 변종이다.
20세기 초까지 페로 제도의 공용어는 페로어가 아니라 덴마크어였다. 학교 교육이나 법정에서는 덴마크어를 사용했다. 페로 제도 주민들은 학교에서는 표준 덴마크어를 해야 했으나 학교 밖에서 평소에는 발음이 표준어와 다른 괴투다뉵스트어를 많이 사용했다. 괴투다뉵스트어는 페로식 덴마크어라고 할 수 있다. 괴투다뉵스트어의 소리는 표준어의 소리에 비해 글하고 비슷하다.
페로어가 법적 공용 표준어가 된 후부터 페로 제도 주민들은 괴투다뉵스트어 대신 점점 페로어를 쓰게 되었다. 괴투다뉵스트어가 쇠퇴해 가는 것은 현재 국민이 표준 덴마크어를 잘 구사하기 때문이기도 하다.

## 음식
전통적인 페로 제도 음식은 주로 고기, 해산물 및 감자를 기본으로 하며 신선한 채소를 거의 사용하지 않는다. 페로 제도의 양고기는 주된 식사의 기본이며, 가장 인기가 많은 음식은 스케르피크요트이다. 다른 전통적인 음식은 레스트 크요트와 래스투르 피스쿠르이다. 페로 제도의 특산물으로는 트보스트 오그 스피크, 고래고기, 고래지방이 있다.

## 스포츠 문화
페로 제도는 국제 올림픽 위원회(IOC)에 가입하지 않았기 때문에 올림픽에 참가할 수 없다. 1996년에 개정된 올림픽 헌장에서는 국제 사회에서 인정받는 독립 국가만 IOC에 가입할 수 있다고 명시되어 있기 때문이다. 반대로 페로 제도 패럴림픽 위원회는 국제 패럴림픽 위원회(IPC)에 가입되어 있기 때문에 패럴림픽(장애인 올림픽)에 참가할 수 있다. 이와 비슷한 사례로 중국의 특별행정구인 마카오가 있다.

## 고래잡이
페로 제도 어느 섬에서는 매년 포경 축제가 열린다. 포경 축제로 매년 페로 제도에 서식하던 고래들은 점점 개체수가 줄어들고 있다. 때문에 이 전통은 여러 동물보호단체로부터 비난을 받고 있다. 하지만 이 섬 주민들은 고래가 최대한 고통을 못 느끼며 죽을 수 있도록 하고 있다고 주장하고 있다.

## 사진

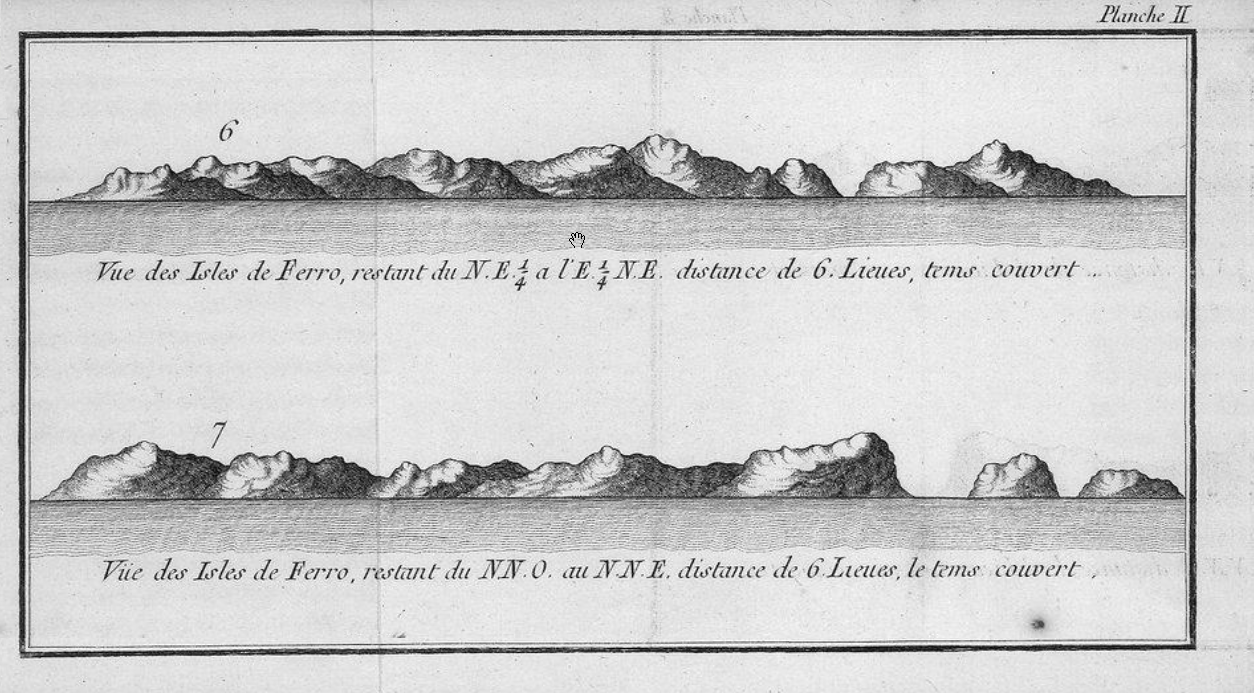
1767년 프랑스의 탐험가 이베스 데 케르겔렌 트레마레크에게 나타난 페로 제도.
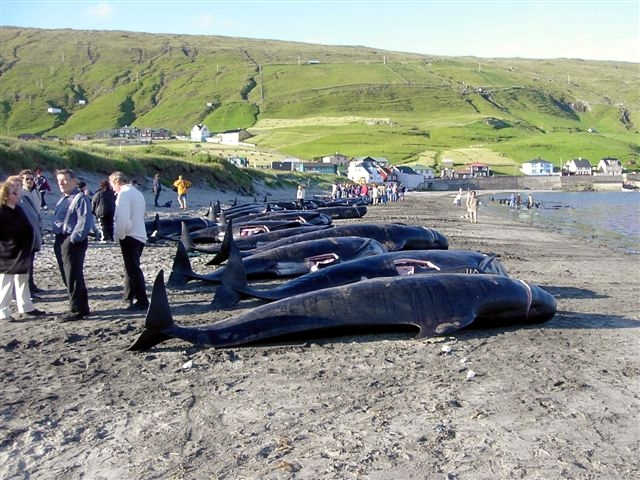
수두로이섬의 할바마을의 죽은 고래. 2002년 8월 11일.
페로제도의 지도
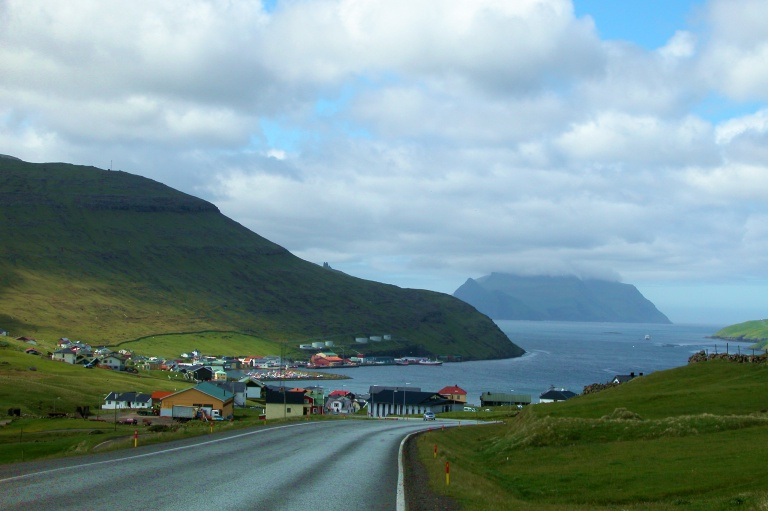
보가르섬의 소르바구르
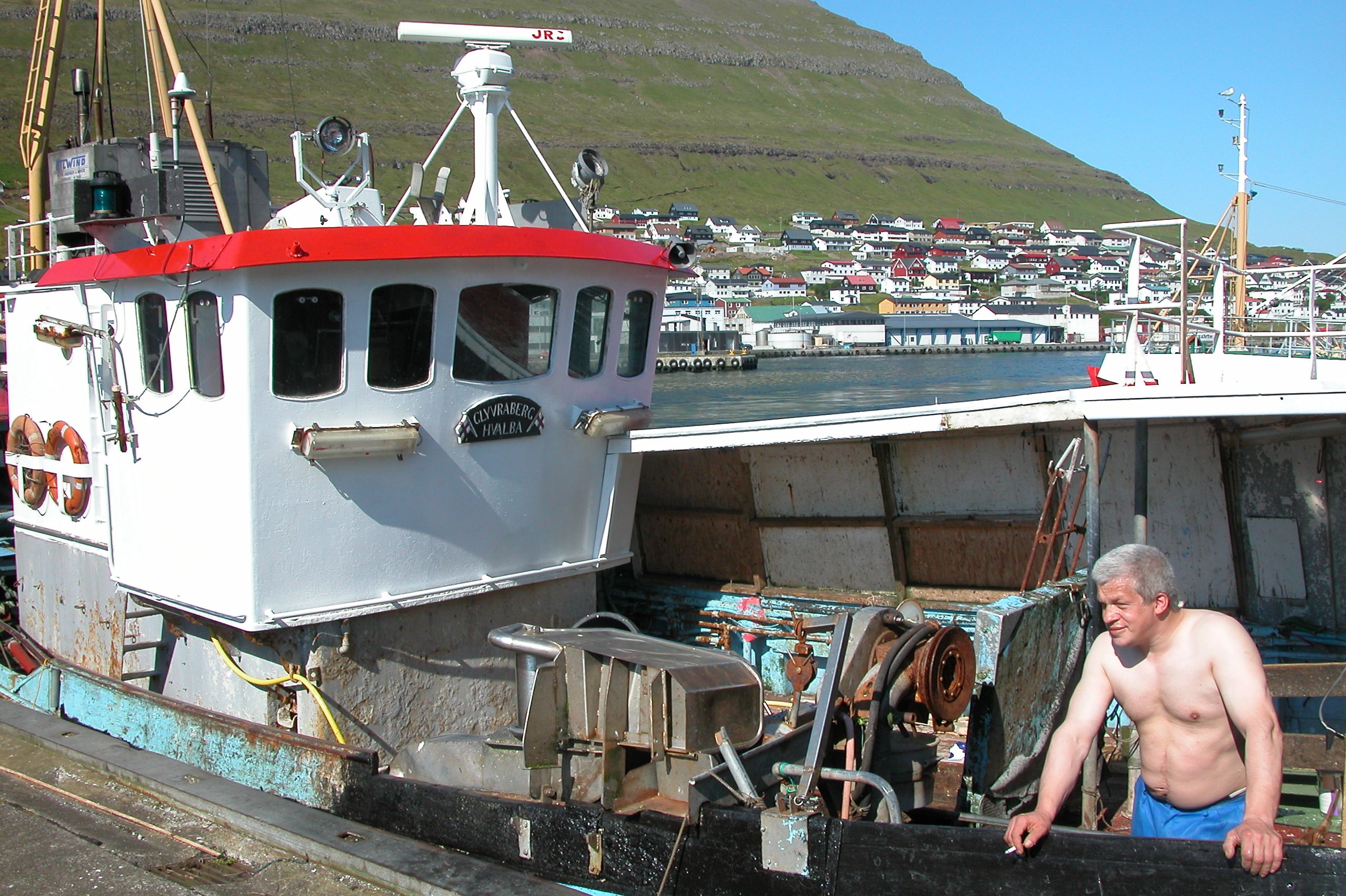
클락스비크의 어부
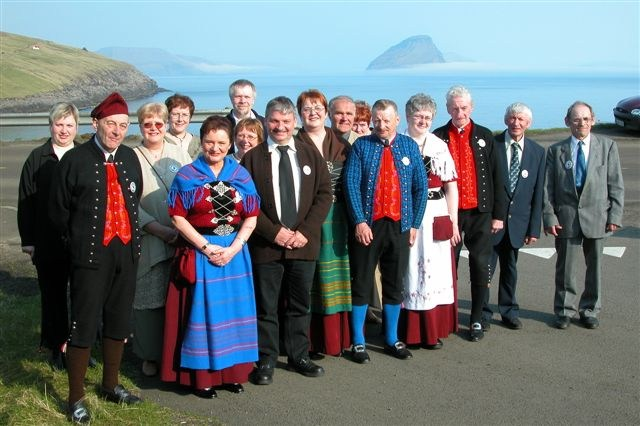
전통의상을 입은 페로 제도의 포크 댄서들
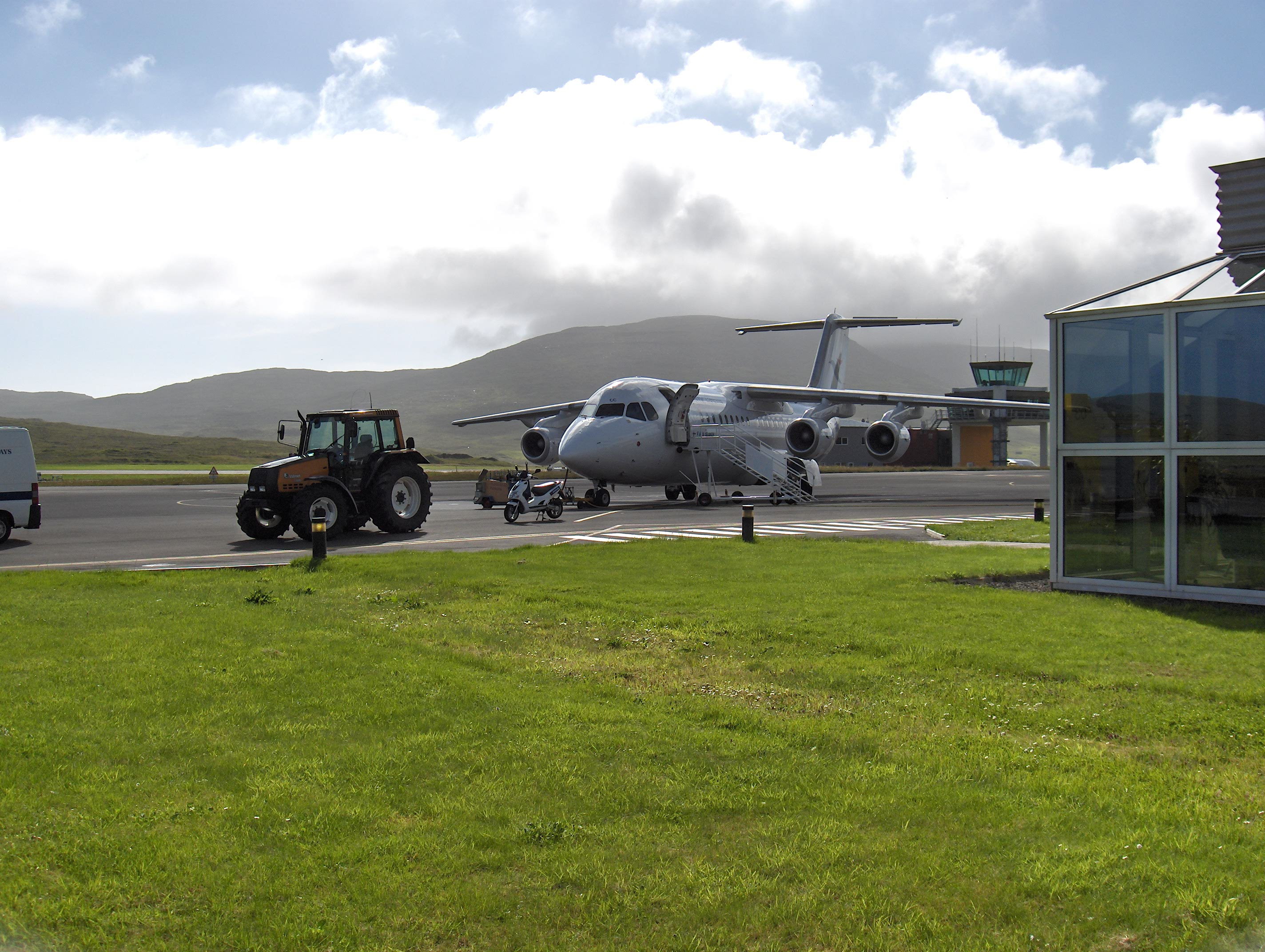
보가르 공항
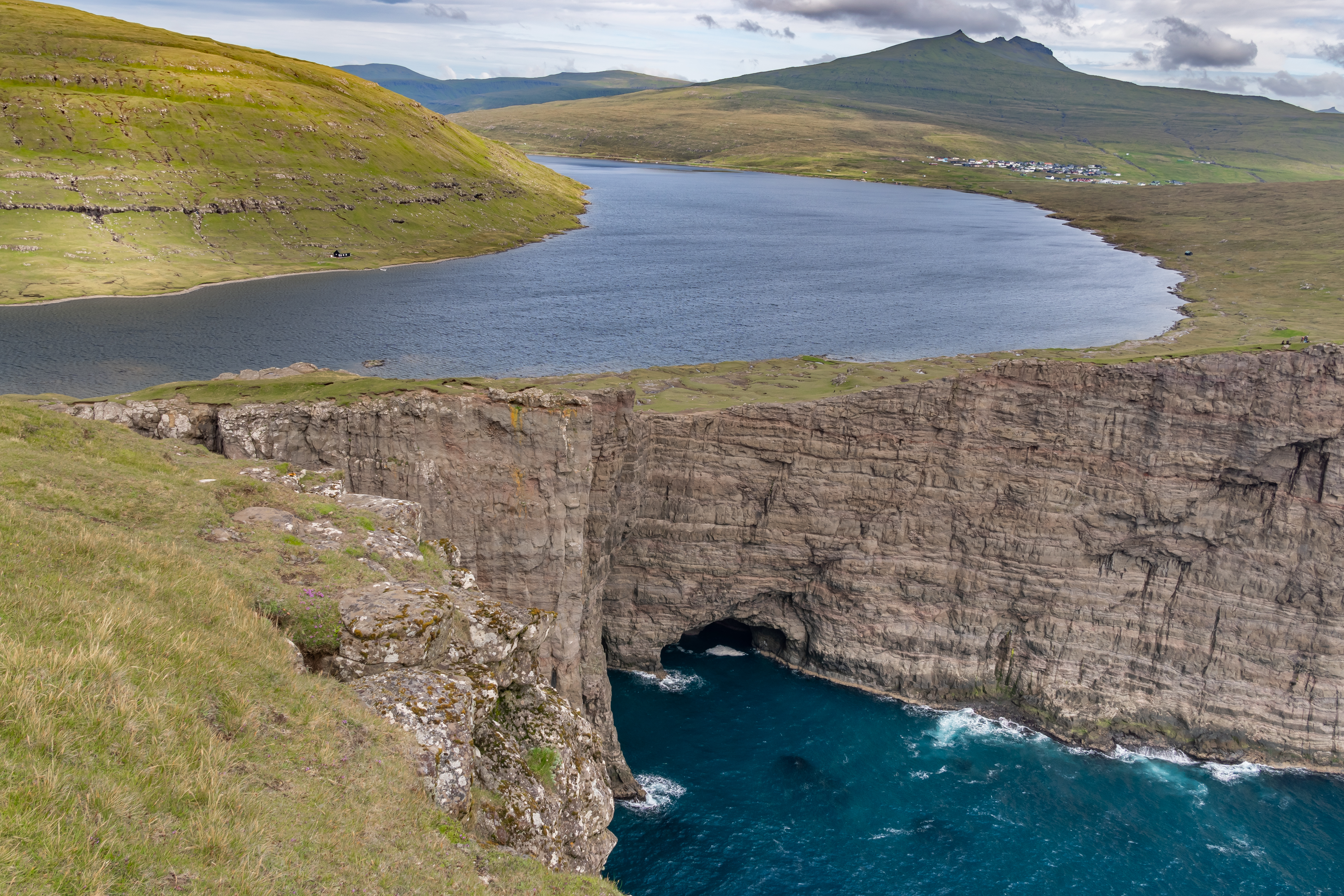
페로 제도에서 가장 큰 호수인 쇠르보그스바튼

## 같이 보기
- 덴마크 왕국